# 浪速駅
浪速駅（なにわえき）は、かつて大阪府大阪市港区福崎3丁目にあった日本貨物鉄道（JR貨物）大阪環状線貨物支線（通称、大阪臨港線）の貨物駅である。浪速貨物駅とも呼ばれた。

## 歴史

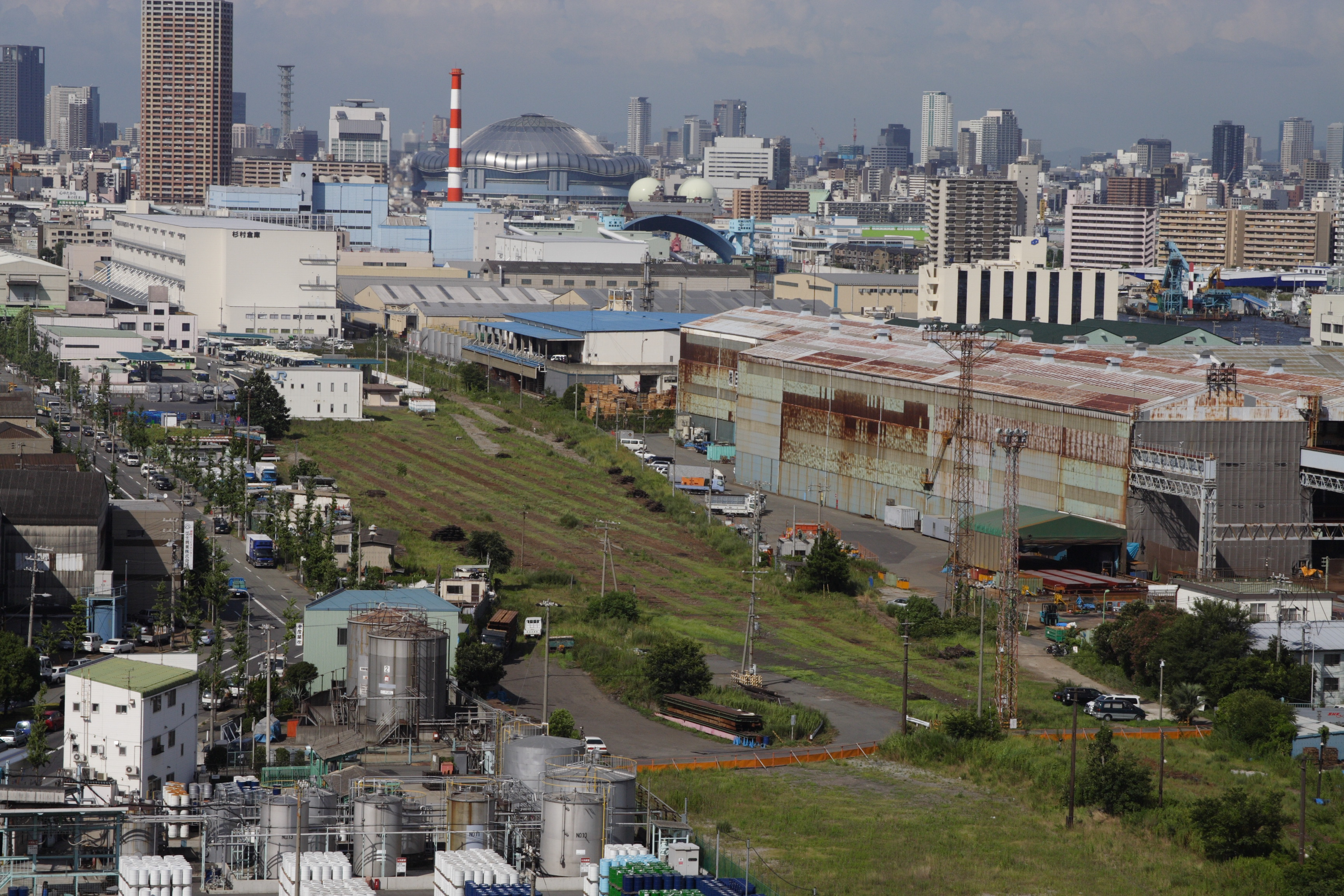
廃線後の構内を眺める（2007年8月）

大阪港に至る大阪臨港線の中核をなす駅として、臨港線の開通と同時の1928年（昭和3年）12月1日に開設された。当初は関西本線今宮駅から分岐する関西本線貨物支線の駅であった。建設時点では「臨港操車場」という名前で呼ばれていた。臨港線内における貨車の操車作業を主眼として建設されており、貨物駅ではあるが貨物扱いは従という扱いであった。建設当初は駅に通じる道路も未完成で、貨物の扱いはほとんどなかった。それでも、当駅における操車作業は小規模に留める計画で、本格的な操車作業は1938年（昭和13年）に関西本線久宝寺駅付近に開設された竜華操車場において行うようになっていた。
建設当初は、本線延長63チェーン（約1,260 m）、本線の有効長1,510フィート（約460 m）、側線の総延長3マイル63チェーン（約6,088 m）であった。20 m下路式転車台やアシュピット装備の側線、石炭台、容量6,000ガロン（約27立方メートル）の給水塔など、蒸気機関車対応の設備もあった。
開業後は、当時臨港線の起点となっていた今宮駅との間での列車のほかに、城東線経由での吹田操車場への貨物列車も運転された。一方、臨港線の終点であった大阪港駅からは、一旦当駅に貨車を集めて編成してから運転するようになっていた。
周辺の整備が進むにつれて、当駅自体での貨物扱いも増加していった。戦時中には、一時的に大阪港から送り出される軍需物資輸送のために到着の方が発送より多くなることがあったが、概して工業港である大阪港は、外部から原材料が到着して加工して各地へ出荷する傾向から、大阪港にある貨物駅はおおむね発送の方が多い傾向を保っていた。また周辺の倉庫などへの専用線が敷設され、例として1957年（昭和32年）時点では、杉村倉庫、渋沢倉庫、栃木汽船、全国販売農工協同組合連合会、関西電気製鉄、辰巳商会の6社の専用線が接続されていた。
1956年（昭和31年）3月15日には、当駅から分岐して大阪東港駅までの、通称大阪東港線が開通した。これは第二次世界大戦後の大阪港内港化計画のために安治川の南岸に岸壁が建設され、ここまでの臨港鉄道が必要とされたことから建設されたものであった。
1961年（昭和36年）4月25日、大阪臨港線の線路の一部を利用して大阪環状線が開通し、大阪臨港線は境川信号場で分岐する大阪環状線の貨物支線という扱いになった。これにより当駅も大阪環状線の駅となった。
貨物輸送の自動車への転移が進行するとともに、大阪臨港線の利用は低迷するようになった。1984年（昭和59年）2月1日には、日本国有鉄道（国鉄）の財政再建の一環として、大阪港駅および大阪東港駅は廃止となり、これらの駅の施設は当駅の側線扱いとされて営業が継続された。しかし利用が低迷していることから、用地の有効活用を図る観点などから完全な廃止に向けた交渉が行われ、1986年（昭和61年）4月1日には両駅の側線扱いでの利用も廃止となった。これにより、当駅は大阪臨港線の末端駅となった。
その後も当駅から大阪港で陸揚げされた西日本旅客鉄道（JR西日本）向けのレールと砂利の発送を行っていたが、2002年（平成14年）頃にどちらも安治川口駅からに変更されて廃止になった。また、700系新幹線の一部は海上輸送の後浪速駅で陸揚げされ、甲種輸送が行われていた。貨物駅としての最終期には、辰巳商会福崎ケミカルターミナルへ続く専用線が残り、海陸輸送の中継点となっていた。そのため化学薬品工場から私有貨車のタンク車で苛性カリや希硝酸などが輸送されて来ていた。
構内は広く、廃車貨車の留置場となっていた。2004年（平成16年）11月9日付けで営業休止となり、2006年（平成18年）4月1日付けで正式に廃止となった。休止後は廃車となった車両の解体が行われていたが、その後残存していたレールなどの撤去が進み、再開発などが行われて倉庫などが建っている。駅の敷地の一部は当駅廃止前に、大阪市営バス港営業所（2013年廃止）、佐川グローバルエクスプレス大阪支店に転用された。なお休止から20年近く経った2023年現在でも、浪速貨物駅の案内看板は残されている。

### 年表
- 1928年（昭和3年）12月1日：国鉄関西本線貨物支線 今宮駅 - 大阪港駅間の開通と同時に開業[1]。
- 1943年（昭和18年）6月1日：集貨と配達の扱いを開始する[15]。
- 1956年（昭和31年）3月15日：当駅 - 大阪東港駅間が開通[1]。
- 1961年（昭和36年）4月25日：大阪環状線の開通に伴い、大阪臨港線が大阪環状線の貨物支線扱いとなる。
- 1984年（昭和59年）2月1日：当駅 - 大阪港駅・大阪東港駅間が廃止となり、当駅の側線扱いとして使用を継続[1]。
- 1986年（昭和61年）11月1日：大阪港駅・大阪東港駅の、浪速駅側線扱いでの利用も廃止となる[1]。
- 1987年（昭和62年）4月1日：国鉄分割民営化によりJR貨物の駅となる[1]。
- 2004年（平成16年）11月9日：休止[16]。
- 2006年（平成18年）4月1日：廃止[2]。

## 駅周辺
- 辰巳商会福崎ケミカルターミナル
- ニチレイ大阪工場
- 杉村倉庫福崎営業所

## 隣の駅
日本貨物鉄道（JR貨物）
大阪環状線 貨物支線（大阪臨港線）
今宮駅 - （境川信号場） - 浪速駅

### 1984年廃止区間
日本国有鉄道
大阪環状線 貨物支線
浪速駅 - 大阪港駅
浪速駅 - 大阪東港駅